# 그랜드 트렁크 로드

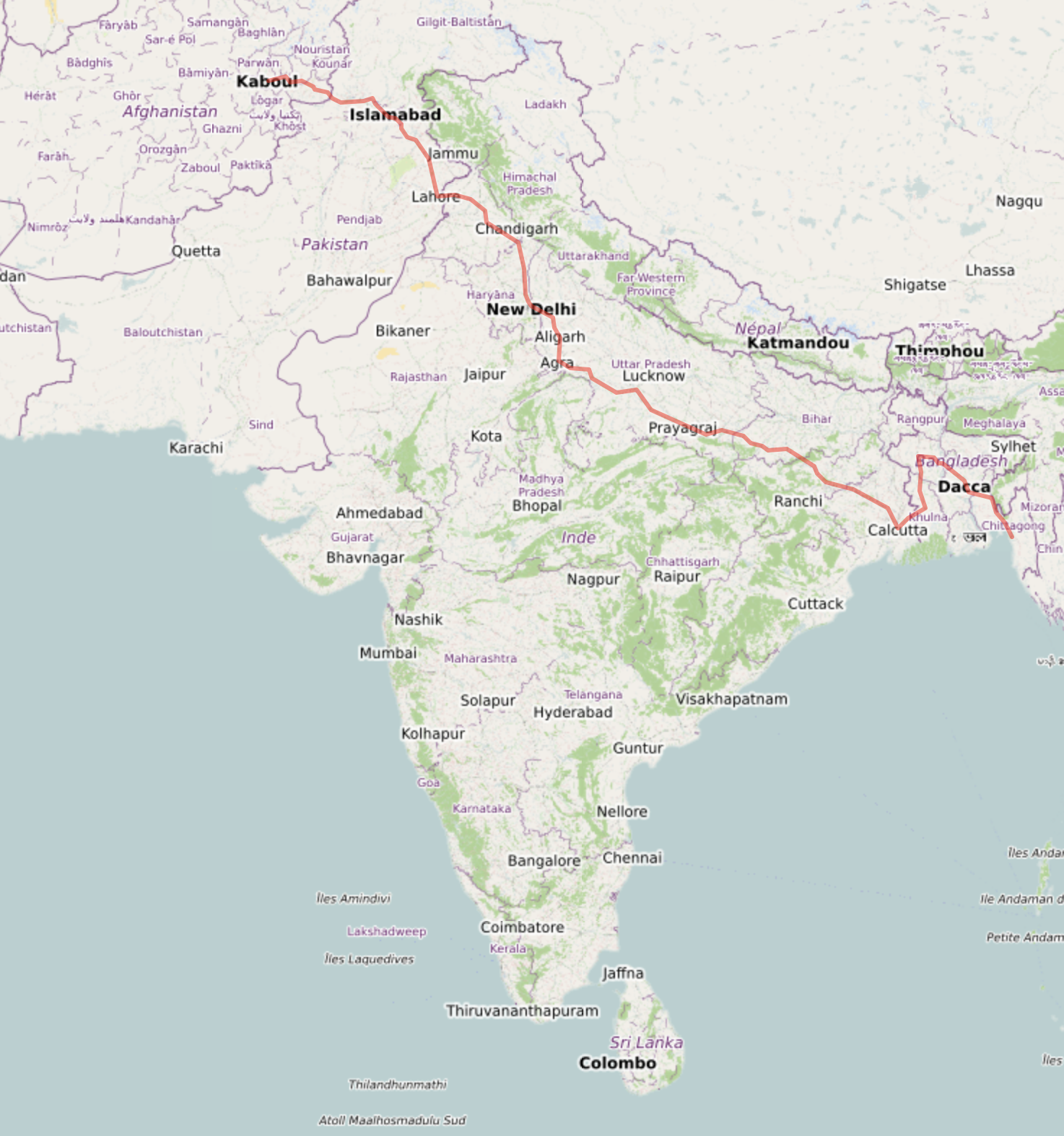
그랜드 트렁크 로드의 경로

그랜드 트렁크 로드(영어: Grand Trunk Road, 이전에는 우타라파트, 사라크-이-아잠, 샤 라-이-아잠 등으로 알려짐)는 아시아에서 가장 오래되고 가장 긴 주요 도로 중 하나이다. 최소 2,500년 동안 중앙아시아와 인도 아대륙을 연결해 왔다. 미얀마 서쪽 국경의 방글라데시 텍나프에서 아프가니스탄 카불까지 약 2,400km(1,491마일)에 달하는 도로로, 방글라데시의 치타공과 다카, 인도의 콜카타, 칸푸르, 델리, 암리차르, 파키스탄의 라호르, 구즈랏, 라왈핀디, 페샤와르를 통과한다.
이 고속도로는 기원전 3세기에 우타라파타라는 고대 경로를 따라 건설되었으며, 갠지스강 하구에서 인도 북서쪽 국경까지 이어진다. 이 도로는 아소카 치하에서 더욱 개선되었다. 셰르 샤 수리가 소나르가온과 로타스까지 옛 노선을 재조정했다. 아프간 도로 끝은 마흐무드 샤 두라니에 의해 재건되었다. 이 도로는 1833 년에서 1860년 사이에 영국에 의해 상당 부분 재건되었다.
수 세기에 걸쳐 이 도로는 이 지역의 주요 무역로 중 하나로서 여행과 우편 통신을 촉진하는 역할을 했다. 그랜드 트렁크 로드는 현재 인도 아대륙에서 여전히 교통 수단으로 사용되고 있으며, 도로의 일부가 확장되어 국도 시스템에 포함되었다.

## 같이 보기
- 페르시아 왕도
- 로마의 도로
- 비단길

## 참고 문헌
- Farooque, Abdul Khair Muhammad (1977), Roads and Communications in Mughal India.  Delhi: Idarah-i Adabiyat-i Delli.
- Weller, Anthony (1997), Days and Nights on the Grand Trunk Road: Calcutta to Khyber.  Marlowe & Company.
- Kipling, Rudyard (1901), Kim.  Considered one of Kipling's finest works, it is set mostly along the Grand Trunk Road. Free e-texts are available, for instance here.
- Usha Masson Luther; Moonis Raza (1990). 《Historical routes of north west Indian Subcontinent, Lahore to Delhi, 1550s–1850s A.D》. Sagar Publications.
- Arden, Harvey (May 1990). “Along the Grand Trunk Road”. 《National Geographic》 177 (5): 118–38.
- Mozammel, Md Muktadir Arif (2012). 〈Grand Trunk Road〉.   Islam, Sirajul; Jamal, Ahmed A. 《Banglapedia: National Encyclopedia of Bangladesh》 Seco판. Asiatic Society of Bangladesh.
- Tayler, Jeffrey (November 1999). “India's Grand Trunk Road”. 《The Atlantic Monthly》 284 (5): 42–48.